# DKFZ

Logo

DKFZ (=Deutsches Krebsforschungszentrum) în Heidelberg este o instituție de cercetare biomedicală și o fundație de drept public. Cei peste 2500 angajați cercetează în peste 70 de departamente cauzele apariției cancerului fi factorii care îl favorizează.  Pe baza rezultatelor instituția propune noi metode de prevenire, diagnosticare și terapie.
Împreună cu clinicile Universității Heidelberg DKFZ-ul este inițiatorul și finanțatorul NCT Heidelberg.

## Istoria

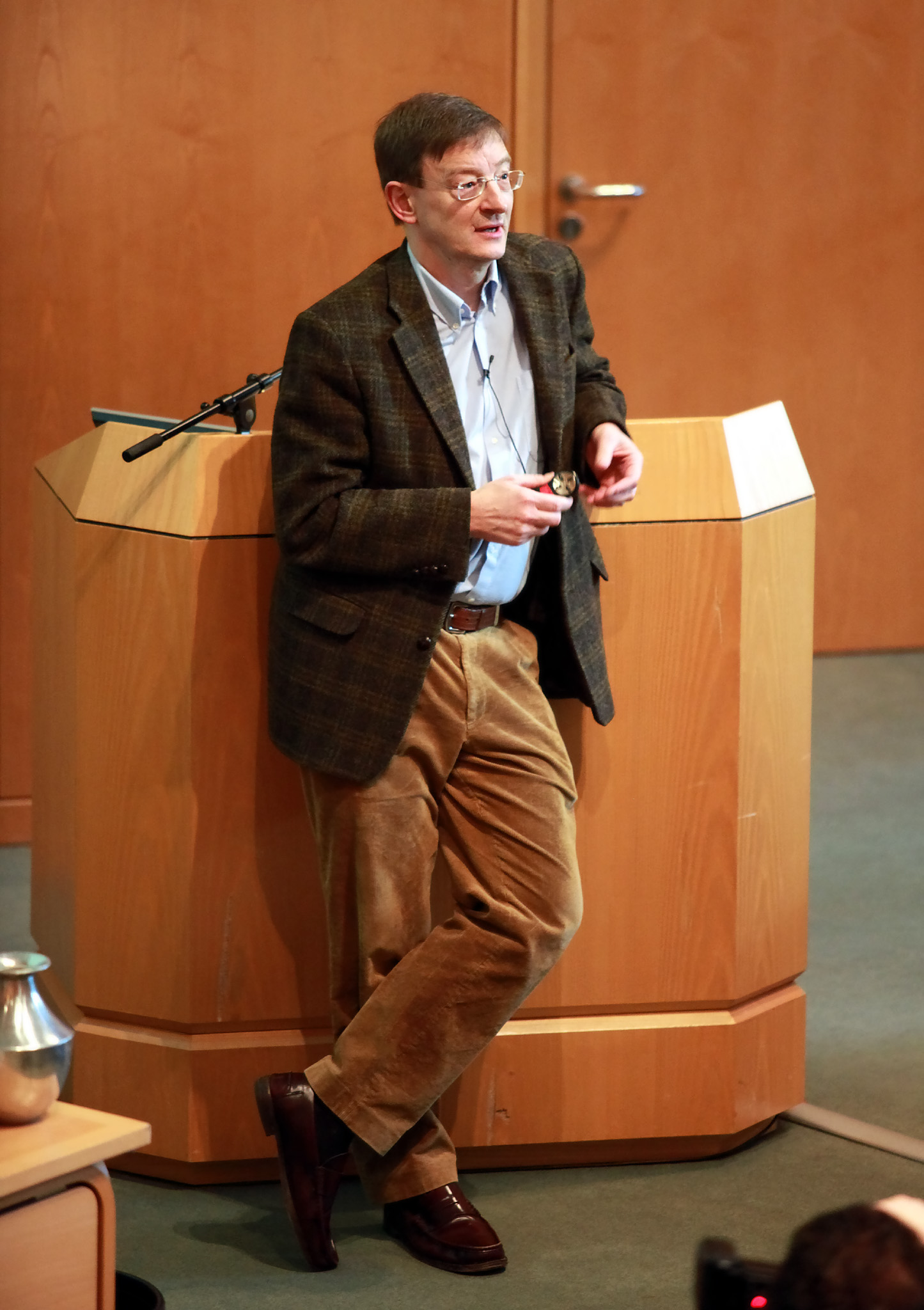
Otmar Wiestler, din 2004 preşedintele comitetului ştiinţific al DKFZ

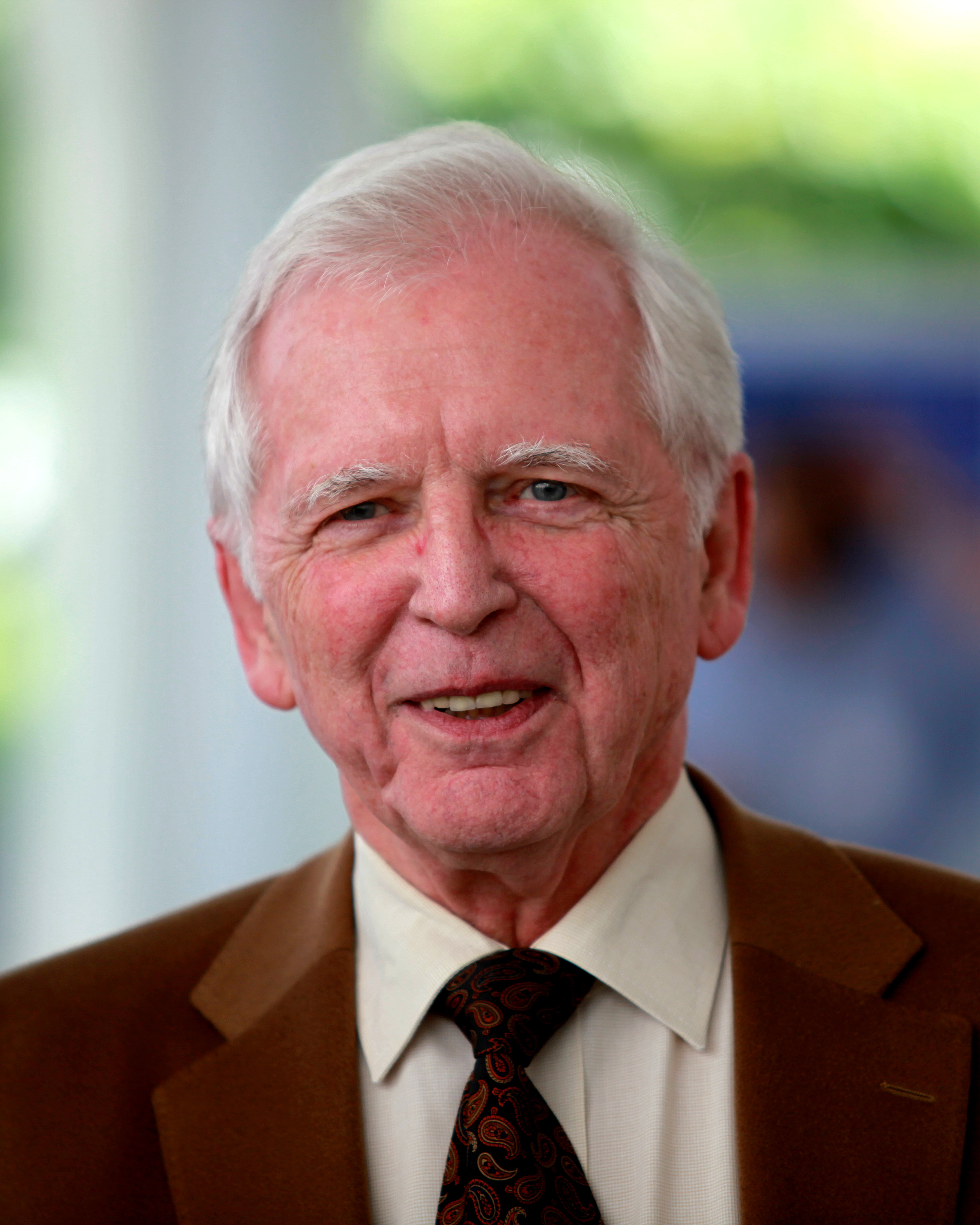
Harald zur Hausen a fost din 1983 până în 2003 președintele comitetului științific al DKFZ

DKFZ a fost întemeiat în 1964 ca instituție națională de cercetare a cancerului.

## Cercetare
Din 1966 până în 1999 a funcționat la DKFZ un reactor nuclear de cercetare TRIGA. În 2008 a fost luat în funcțiune un RMT.

### einblick
„einblick“ - Revistă trimestrială a DKFZ care poate fi abonată gratuit.

## Literatură
- Hilke Stamatiadis-Smidt, Harald zur Hausen, Otmar D. Wiestler, Hans-Joachim Gebest (Hrsg): Thema Krebs. Springer, Berlin. 2006 - 3. Aufl. 263 Seiten. ISBN 3-540-25792-6
  - Titlul ediției vechi: Stamatiadis-Smidt, Zur Hausen (Hrsg): Thema Krebs. Fragen und Antworten DKFZ KID. Springer, Berlin. 440 Seiten. Neuauflage 1998 des Titels Stamatiadis-Smidt, Sellschopp (1993). ISBN 3-540-64353-2
- Deutsches Krebsforschungszentrum (Hrsg): Krebsforschung heute 2006. Steinkopff, Darmstadt. 2006, 211 Seiten, ISBN 3-7985-1638-3